# دهستان چهاردانگه (اسلامشهر)
دهستان چهاردانگه یکی از دهستان‌های شهرستان اسلامشهر در استان تهران ایران است که در بخش چهاردانگه قرار دارد.

## جمعیت
براساس سرشماری مرکز آمار ایران در سال ۱۳۹۵، جمعیت دهستان چهاردانگه ۱۶۰۷ نفر (در ۴۶۹ خانوار) بوده‌است.